# Obwodnica Białej Podlaskiej
Obwodnica Białej Podlaskiej – obwodnica w klasie drogi szybkiego ruchu o długości 11 km, przebiega w północnej części miasta. Obwodnica jest częścią drogi krajowej nr 2 Świecko – Terespol i trasy europejskiej E30 Cork – Omsk.
Na węźle z ulicą Janowską swój początek mają drogi wojewódzkie nr 811 i nr 812.

## Historia
połowa lat 70. XX w.Obwodnica została oddana do użytku, jako fragment ówczesnej drogi międzynarodowej E8 i nieoznakowanej drogi państwowej nr 13.
16 grudnia 2009Oddano do użytku wiadukt w ciągu ulicy Janowskiej – tym samym skrzyżowanie dróg DW811, DW812 i DK2 stało się częściowo bezkolizyjne. Jest to pierwszy wiadukt drogowy (i jak dotychczas – październik 2022 – jedyny) w Białej Podlaskiej.
2010skrzyżowanie z ul. Terebelską (droga powiatowa) zostało przebudowane na skrzyżowanie z sygnalizacją świetlną.
2008–2010W ramach prac remontowych zostało wykonane: oświetlenie, odwodnienie z rowami i zbiornikami infiltracyjnymi, ekrany akustyczne, drogowa stacja meteorologiczna, dwie tablice zmiennej treści, sześć kamer oraz klasyfikator pojazdów, utwardzone pobocza, budowa ciągów pieszych i rowerowych, budowa dróg dojazdowych dla obsługi ruchu lokalnego (ok. 9 km). Wykonawcą remontu był Mostostal Warszawa SA.
wrzesień 2015Uruchomiono sygnalizację świetlną na skrzyżowaniu DK2 i ul. Francuskiej. Wykonawcą tej inwestycji na kwotę ok. 300 tys. PLN było Lubelskie Przedsiębiorstwo Robót Drogowych; dzięki niej znacząco poprawiono bezpieczeństwo na skrzyżowaniu, na którym często dochodziło do wypadków spowodowanych wymuszeniem pierwszeństwa przejazdu.
18 października 2019Podpisano umowę na budowę dwóch rond turbinowych w ciągu DK2 stanowiącej obwodnicę miasta – na skrzyżowaniach z ul. Terebelską i z ul. Solidarności. Koszt inwestycji to ponad 8,2 mln PLN, z czego 4 mln pochodzi z dotacji „Programu Współpracy Transgranicznej Polska – Białoruś – Ukraina”. Wykonawcami są miejscowe firmy Przedsiębiorstwo Robót Drogowych, Tre-Drom i Budomex. Zakończenie inwestycji planowane jest na koniec 2020 roku.
19 stycznia 2021Otwarto dwa ronda turbinowe w ciągu Obwodnicy. Rondo na skrzyżowaniu z ul. Terebelską otrzymało nazwę Rondo Unii Europejskiej, a rondo na skrzyżowaniu z ul. Solidarności – Rondo Stanisława Różyczki de Rosenwertha.